# Soong Ching-ling

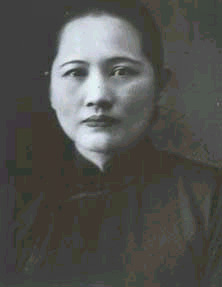
Retrato de Soong Ching-ling.

Rosamond Soong Ch'ing-ling ou Song Qingling (27 de janeiro de 1893 - 29 de maio de 1981) foi uma figura política chinesa. Como a terceira esposa de Sun Yat-sen, o então primeiro-ministro do Kuomintang e Presidente da República da China e foi muitas vezes referida como Madame Sun Yat-sen. Ela foi um membro da família Soong e, junto com os seus irmãos, teve um papel proeminente nas políticas da china ante e depois de 1949.
Após o estabelecimento da República Popular da China, em 1949, ocupou vários cargos de destaque no novo governo, incluindo Vice-Presidente (1949-1954; 1959-1975) e Vice-Presidente da Comissão Permanente do Congresso Nacional Popular (1954-1959; 1975-1981), viajou para o estrangeiro durante o início dos anos 50, representando o seu país num número de eventos internacionais. Durante a Revolução Cultural, no entanto, ela foi duramente criticada. Depois da purga do Presidente Liu Shaoqi em 1968, ela e Dong Biwu como Vice-Presidentes tornaram-se Chefes de Estado de facto até 1972, quando Dong foi nomeado Presidente Interino. Soong sobreviveu ao tumulto político durante a Revolução Cultural mas apareceu menos frequentemente depois 1976. Como a Presidente Interina da Comissão Permanente do Congresso Nacional Popular de 1976 a 1978, Soong foi outra vez a Chefe de Estado Interina, embora por essa altura o gabinete do Presidente tivesse sido abolido. Durante a sua doença final em maio 1981, foi-lhe dado o título especial de "Presidente Honorária da República Popular da China".

## Vida e atividades antes de 1949
Soong Ch'ing-ling nasceu do empresário e missionário Charlie Soong em Chuansha, Pudong, Xangai, a segunda de seis filhos. Ela formou-se na Escola McTyeire para Raparigas em Xangai, frequentou a Universidade Fairmount em Monteagle, Tennessee, e formou-se da Universidade Wesleyan em Macon, Geórgia, Estados Unidos. Como as suas irmãs, ela falava inglês fluente devido a ter sido educada em inglês durante a maioria da sua vida. O seu nome cristão era Rosamonde. Nos seus anos iniciais, o seu nome no passaporte era escrito como Chung-ling Soong, e no seu diploma de Wesleyan, o seu nome era Rosamonde Chung-ling Soong.
Soong casou-se com Sun Yat-sen, líder da Revolução de 1911 e fundador do Kuomintang (KMT ou Partido Nacionalista), a 25 de outubro de 1915. Mesmo Sun Yat-sen sendo cristão, os seus pai estavam fortemente opostos ao casal, pois ele era 26 anos mais velho que ela.

Depois da morte de Sun em 1925, ela foi eleita para o Comité Executivo Central do KMT. No entanto, ela deixou a China por Moscovo depois da expulsão dos comunistas do KMT em 1927, acusando o KMT de trair o legado do seu marido. A sua irmã mais nova, May-ling, casou-se com Chiang Kai-shek, um metodista como Soong e as suas irmãs. O Partido Comunista Chinês ainda trata Sun Yat-sen como um dos fundadores do seu movimento e dizem descender dele pois ele é visto como um proto-comunista e o elemento económico da ideologia de Sun era socialismo. Sun disse, "O Nosso Princípio de Sustento é uma forma de comunismo". Depois de uma receção calorosa do pública em Moscovo para o quadro, ao qual Soong Ching-ling pertencia, de 1928 as suas tentativas de estabelecer uma frente esquerdista chinesa foram frustradas.

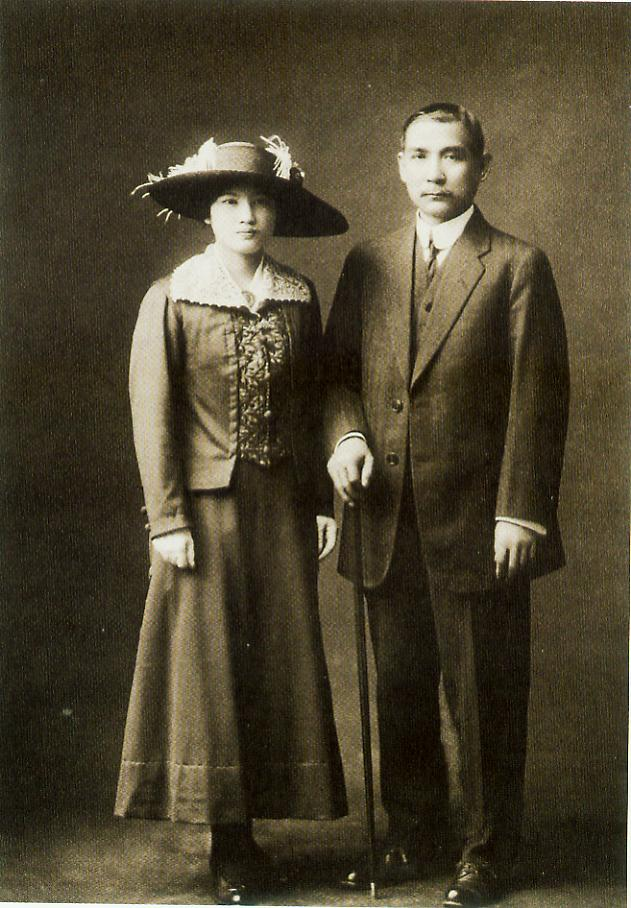
Foto de casamento de Sun Yat-sen e Soong Ch'ing-ling (1915).

Soong voltou à China em junho de 1929 quando Sun Yat-sen foi mudado do seu local de enterro em Pequim para um novo memorial em Nanjing, mas voltou a deixar o país três meses depois, e não voltou até julho de 1931, quando a sua mãe morreu. Ela residiu depois em Xangai até julho de 1937, quando a Segunda Guerra Sino-Japonesa começou. Depois do surto de hostilidades, ela mudou-se primeiro para Hong Kong (onde se tornou amiga da futura dona de restaurantes e filantropa Madame Wu [Sylvia Cheng]) depois para Chongqing, a capital de guerra do governo chinês. Em 1939, ela fundou a Liga de Defesa da China, que angariava fundos e procurava mantimentos para as áreas comunistas chinesas controladas no norte da China. Em 1946, a Liga foi renomeada para fundo de Bem-estar da China, continuando a procurar fundos e apoio para os Comunistas chineses.
Durante a Guerra Civil Chinesa, Soong separou-se da sua família permanentemente e apoiou os comunistas. Em 1948, ela tornou-se a presidente honorária do Comitê Revolucionário do Partido Kuomintang da China, um grupo dissidente da ala esquerda do KMT que diz ser o herdeiro legítimo do legado de Sun. Com o colapso do governo Nacionalista e a vitória comunista na guerra civil, ela deixou Xangai em setembro de 1949 para ir à Conferência Consultiva Política do Povo Chinês (CCPPC), convocado em Pequim pelo Partido Comunista Chinês para estabelecer um novo Governp Popular Central. A 1 de outubro, ela foi uma convidada na cerimónia na Praça da Paz Celestial marcando o nascimento da nova República Popular da China. O governo Nacionalista emitiu uma ordem para a sua prisão, mas isto foi bloqueado por uma vitória militar rápida dos Comunistas. O KMT fugiu da China continental para Taiwan depois disso.

## Cargos políticos e atividades depois de 1949
Soong foi a terceira pessoa no novo governo mencionado por Mao na Proclamação da República Popular da China.
"Representando a vontade de toda a nação, [esta sessão da conferência] decretou a lei orgânica do Governo Popular Central da República Popular da China, elegendo Mao Tsé-Tung como presidente do Governo Popular Central; e Zhu De, Liu Shaoqi, Song Qingling, Li Jishen, Zhang Lan, e Gao Gang como vice-presidentes [do Governo Popular Central]"
Soong foi tida em grande estima pelos comunista vitoriosos, que a viam como uma ligação entre o seu movimento e o movimento anterior de Sun. Depois do estabelecimento forma da República Popular da China em 1949, ela tornou-se uma das seis vice-presidentes do Governo Popular Central, e uma de vários vice-presidentes da Associação de Amizade Sino-Soviética. Em abril de 195, foi anunciado que ela tinha ganho o Prêmio de Paz de Estaline em 1950.
Em 1950, Soong tornou-se presidente da Administração Popular de Alívio Chinesa, que combinava várias organizações que lidavam com bem-estar e assuntos de alívio. O seu Fundo de Bem-estar foi reorganizado como o Instituto de Bem-estar da China e começou a publicar a revista China Reconstrói, agora publicada como China Hoje. Em 1953, uma coleção da sua escrita, Luta por uma Nova China, foi publicada.
Em 1953 Soong serviu nos comités para a preparação das eleições para o novo Congresso Popular Nacional e a redação da constituição de 1954. Soong foi eleita como deputada de Xangai, que adotou a constituição na sua primeira reunião em setembro de 1954. Ela foi eleita uma das 14 vice-presidentes da comissão permanente do Congresso, presidido por Liu Shaoqi. Em dezembro do mesmo ano, ela foi eleita vice-presidente do CCPPC, que se tornou num órgão consultivo, e substituiu Liu Shaoqi como presidente da Associação de Amizade Sino-Soviética. Durante este período, Soong viajou para o estrangeiro várias vezes, visitando a Áustria, Índia, Birmânia, Paquistão, e Indonésia. As sua viagens incluíram uma visita em janeiro de 1953 à União Soviética, onde foi recebida por Estaline pouco depois da sua morte. Ela visitou Moscovo outra vez em 1957 com a delegação de Mao Tsé-Tung para o 40º aniversário da Revolução Russa.

Apesar do apoio de Soong ao PCC, ela estava cética sobre algumas ações radicais como purgar os capitalistas e moderadores do partido como Liu Shaoqi do governo.